# Sev
Sév, tudi sòj, je v biologiji skupina organizmov iste vrste, ki so genetsko zelo sorodni in imajo skupne specifične značilnosti.

## Bakterijski sev
Bakterijski sev pomeni skupino bakterij iste vrste, ki imajo določene skupne specifične lastnosti. Gre za izolirano bakterijo oziroma skupino izoliranih bakterij istega rodu in vrste, ki se od ostalih izolatov razlikuje po fenotipičnih ali genotipičnih značilnostih in predstavlja opisno podkategorijo vrste.